# Petsjenga (plaats)
Petsjenga (Russisch: Печенга; Fins: Petsamo) is een nederzetting met stedelijk karakter in het uiterste noordwesten van Rusland in de oblast Moermansk. De stad telde 2.959 inwoners bij de volkstelling van 2002. De regio met dezelfde naam grenst in het noorden aan een fjord van de Barentszzee en in het westen aan Finland en Noorwegen.

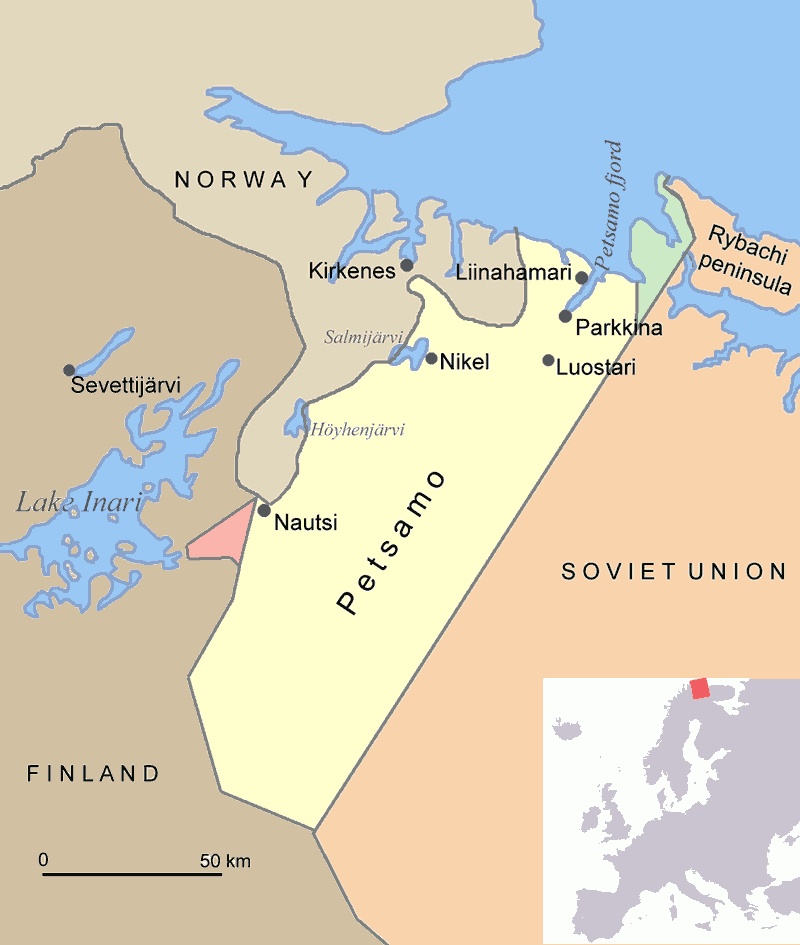
Petsjenga ligt aan de Barentszzee en wordt begrensd door Rusland in het oosten, Noorwegen in het westen en Finland in het zuiden.
het Finse deel van het schiereiland Rybatsji, afgestaan aan de Sovjet-Unie tijdens de Winteroorlog
Jäniskoski, aan de Sovjet-Unie verkocht in 1947

Petsjenga werd in 1920 bij de Vrede van Tartu door het communistische Rusland aan het net onafhankelijke Finland afgestaan en kreeg de Finse naam Petsamo. Voor Finland werd het gebied belangrijk, omdat in het gebied door de golfstroom de enige het gehele jaar ijsvrije haven van het land was. Ook werd de plaats een geliefd reisdoel voor toeristen.
Rond 1930 werd ontdekt dat in de regio grote hoeveelheden nikkel in de bodem zaten. Vanaf 1934 werden deze in opdracht van Finland ontgonnen door Engelse, Canadese en Franse ondernemingen.
In 1940 bezette het Rode Leger in de Winteroorlog het gebied. De Sovjet-Unie stond het, met uitzondering van het westelijk deel van het schiereiland Rybatsji, bij de Vrede van Moskou weer af aan Finland. Na de bezetting van Noorwegen door Duitsland werd Petsamo een belangrijke doorvoerplaats voor grondstoffen voor het Duitse leger, alsmede een belangrijk steunpunt voor de Duitse Luftwaffe. Moermansk werd vanuit Petsamo herhaaldelijk aangevallen door de Luftwaffe, het Duitse en het Finse leger. Het uiterst moeilijk toegankelijke gebied zorgde ervoor dat er vrijwel alleen luchtaanvallen mogelijk waren, die met name gericht waren op de strategisch zeer belangrijke spoorlijn van Moermansk naar Moskou.
De Sovjet-Unie veroverde Petsamo in oktober 1944. Bij de Vrede van Parijs in 1947 stond Finland het gebied definitief af.
Sindsdien werd de zware industrie enorm uitgebreid, met catastrofale gevolgen voor het milieu. De bodem en het grondwater zijn heden ten dage zeer zwaar vervuild. Ten tijde van de Sovjet-Unie was Petsjenga voor buitenlanders verboden gebied.